# Henglishan (sockenhuvudort i Kina, Jiangxi Sheng, lat 29,70, long 115,43)
Henglishan är en sockenhuvudort i Kina. Den ligger i provinsen Jiangxi, i den sydöstra delen av landet, omkring 120 kilometer norr om provinshuvudstaden Nanchang. Antalet invånare är 7 910. Befolkningen består av 4 113 kvinnor och 3 797 män. Barn under 15 år utgör 22,0 %, vuxna 15-64 år 67 %, och äldre över 65 år 10,0 %.
Runt Henglishan är det tätbefolkat, med 297 invånare per kvadratkilometer. Närmaste större samhälle är Fenglin, 7,7 km nordväst om Henglishan. I omgivningarna runt Henglishan växer huvudsakligen savannskog.
Genomsnittlig årsnederbörd är 2 084 millimeter. Den regnigaste månaden är maj, med i genomsnitt 332 mm nederbörd, och den torraste är januari, med 56 mm nederbörd.